# Bomac
Bomac was een Australisch sportwagenmerk dat ophield te bestaan, of ten minste stopte met het produceren van automobielen, in 2005. Het enige model dat werd geleverd is de Amaroo II. Dit is een replica van de wereldberoemde Britse Lotus Seven. De wagen was verkrijgbaar in amper een versie.
Bomac Engineering Pty Ltd is plaatselijk vooral bekend om zijn originele oplossingen voor gestandaardiseerde materialen (kraansystemen, vacuümliften, rails, enz.). Met die producten is het bedrijf nog steeds actief. 

## Bomac kort
- Bedrijf: Bomac Engineering Pty Ltd
- Locatie: Mills Road, Dandenong, Victoria, Australië
- Autoactiviteit: een model dat niet meer wordt verkocht